# جاك كورتيس
جاك كورتيس (بالإنجليزية: Jack Curtis)‏ (11 سبتمبر 1995 في المملكة المتحدة - ) هو لاعب كرة قدم بريطاني في مركز الوسط. لعب مع توتنهام هوتسبير وكولتشستر يونايتد.

## وصلات خارجية
- جاك كورتيس على موقع قاعدة بيانات كرة القدم.إي يو (الإنجليزية)
- جاك كورتيس على موقع Soccerbase.com (لاعب) (الإنجليزية)
- جاك كورتيس على موقع Soccerway.com (الإنجليزية)